# Cristodulo (arcivescovo)
Cristodulo, nato Christos Paraskevaidis, Χρήστος Παρασκευαΐδης (in greco: Χριστόδουλος; Xanthi, 17 gennaio 1939 – Atene, 28 gennaio 2008), è stato arcivescovo di Atene e di tutta la Grecia e primate della Chiesa di Grecia dal 1998 fino alla sua morte.

## Biografia
Cristodulo nacque a Xanthi, in Tracia, nel nord della Grecia nel 1939, e venne battezzato con il nome di Christos Paraskevaidis. All'età di due anni, durante la Seconda Guerra Mondiale, la sua famiglia si trasferì ad Atene per fuggire dall'occupazione delle forze bulgaro-tedesche.
Cristodulo vi frequentò un liceo gestito dalla Chiesa Cattolica Romana, successivamente si iscrisse all'Università di Atene, studiando legge e laureandosi nel 1962, per poi iscriversi a teologia. Ordinato prete nel 1965, si laureò in teologia due anni più tardi. Adempì il suo ministero sacerdotale dapprima in un sobborgo di Atene, al Palaio Faliro, tra il 1965 e il 1974, fu in questo periodo che divenne Primo Segretario del Santo Sinodo della Chiesa greca, successivamente nel 1974 venne eletto vescovo di Demetrias a Volos, in Tessaglia, che ha lasciato solo dopo la sua elezione ad Arcivescovo di Atene nel 1998.
Cristodulo era dottore in teologia, laureato in francese ed inglese, parlava anche italiano e tedesco.
È stato autore di numerosi testi teologici e ha ricevuto un dottorato honoris causa dall'Università di Craiova e dall'Università di Iași. È stato attento sostenitore del dialogo ecumenico tra la Chiesa ortodossa e quella cattolica.